# U-575
U-575 je bila nemška vojaška podmornica Kriegsmarine, ki je bila dejavna med drugo svetovno vojno.

## Zgodovina
Podmornica je bila potopljena 13. marca 1944 v Severnemu Atlantiku v spopadu s kanadsko fregato HMCS Prince Rupert (K 324), ameriškim rušilcem USS Hobson (DD 464), ameriškim eskortnim rušilcem USS Haverfield (DE 393) ter britanskimi letali in letali iz ameriške eskortne letalonosilke USS Bogue (CVE 9); umrlo je 18 članov posadke, medtem ko je preživelo 37 podmorničarjev.

## Poveljniki
| Poveljniki |                                    |                   |                                     |
| Št.        | Čin                                | Ime               | Poveljstvo                          |
| 1.         | Kapitanporočnik (Kapitänleutnant)  | Günther Heydemann | 19. junij 1941 - 29. julij 1943     |
| 2.         | Nadporočnik (Oberleutnant zur See) | Wolfgang Boehmer  | 12. september 1943 - 13. marec 1944 |

## Tehnični podatki
| Kategorije                                    | Podatki                       |
| --------------------------------------------- | ----------------------------- |
| Teža (t): na površju pod površjem polna Teža  | 769 871 1.070                 |
| Dolžina (m) - tlačni trup (m)                 | 67,10 - 50,50                 |
| Širina (m) - tlačni trup (m)                  | 6,20 - 4,70                   |
| Izpodriv (m)                                  | 4,74                          |
| Višina (m)                                    | 9,6                           |
| Moč (hp): na površju pod podvršjem            | 3.200 750                     |
| Hitrost (vozlov): na površju pod podvršjem    | 17,7 7,6                      |
| Doseg (milja/vozel): na površju pod podvršjem | 8.500/10 80/4                 |
| Torpeda/Torpedne cevi                         | 14/5 (4 na premcu, 1 na krmi) |
| Krovni top (mm)                               | 88                            |
| Mine                                          | 26 TMA                        |
| Posadka                                       | 44-52                         |
| Maksimalni potop (m)                          | 220                           |